# Millettia nana
Millettia nana är en ärtväxtart som beskrevs av François Gagnepain. Millettia nana ingår i släktet Millettia och familjen ärtväxter. Inga underarter finns listade i Catalogue of Life.